# Degervattentjärnen
Degervattentjärnen är en sjö i Bodens kommun i Norrbotten och ingår i Råneälvens huvudavrinningsområde. Sjön har en area på 0,122 kvadratkilometer och ligger 153 meter över havet. Degervattentjärnen ligger i Råneälven Natura 2000-område.

## Delavrinningsområde
Degervattentjärnen ingår i det delavrinningsområde (734311-175406) som SMHI kallar för Mynnar i Degervattnet. Medelhöjden är 180 meter över havet och ytan är 4,93 kvadratkilometer. Det finns inga avrinningsområden uppströms utan avrinningsområdet är högsta punkten. Vattendraget som avvattnar avrinningsområdet har biflödesordning 3, vilket innebär att vattnet flödar genom totalt 3 vattendrag innan det når havet efter 76 kilometer. Avrinningsområdet består mestadels av skog (77 procent). Avrinningsområdet har 0,12 kvadratkilometer vattenytor vilket ger det en sjöprocent på 2,4 procent.